# Podróż apostolska Jana Pawła II na Słowację (2003)
Trzecia pielgrzymka Jana Pawła II na Słowację odbyła się w dniach 11–14 września 2003 r. Jan Paweł II w jej czasie beatyfikował bł. Bazylego Hopko i bł. Zdenkę Schelingová. Była to jego 102 podróż apostolska.

## 11 września 2003
W Bratysławie odbyło się powitanie papieża na lotnisku przez zarówno przez władze duchowne jak i świeckie. Jan Paweł II spotkał się z premierem rządu Mikulášem Dzurindą, przewodniczącym słowackiego parlamentu Pavolem Hrušovským oraz z prezydentem Rudolfem Schusterem w nuncjaturze apostolskiej. Później przejechał do Trnawy, gdzie odwiedził katedrę św. Jana Chrzciciela, spotkał się z przedstawicielami różnych środowisk i modlił się przed obrazem Matki Bożej Trnawskiej. Następnie spotkał się z chorymi. Po tym powrócił do Bratysławy.

## 12 września 2003
W Bańskiej Bystrzycy odbyła się Msza św. na placu Słowackiego Powstania Narodowego. Papież inaugurował pierwszy posoborowy Synod Diecezjalny na Słowacji. Jan Paweł II zjadł obiad i spotkał się z episkopatem w Wyższym Seminarium Duchownym. Papież odbył spotkanie ekumeniczne z przedstawicielami Kościołów oraz głównym rabinem Słowacji. Później powrócił do Bratysławy.

## 13 września 2003
Jan Paweł II przeleciał z Bratysławy do Koszyc nad Tatrami. Z Koszyc przejechał do Rożniawy, gdzie odprawił Mszę św. na podmiejskich błoniach Podrakosz dla około 170 tys. wiernych. Następnie papież zjadł obiad w pałacu biskupim, a potem powrócił do stolicy Słowacji.

## 14 września 2003
W ostatnim dniu tej podróży w czasie mszy na podmiejskich błoniach Petrżalka Jan Paweł II beatyfikował bł. Bazylego Hopko i Zdenkę Schelingovą. Odmówił później z wiernymi Anioł Pański. Poświęcił pewien dzwon. Po zjedzonym obiedzie w nuncjaturze odbyła się ceremonia pożegnalna na lotnisku.